# Front Nacional del Sudan
El Front Nacional del Sudan fou una aliança política establerta el 1970 després dels fets d'Aba Island (març de 1970) que agrupava a tota l'oposició sudanesa nordista encapçalada per l'Umma, el Partit Democràtic Unionista Sudanès i els Germans Musulmans del Sudan, i alguns partits menors. Els dos elements principals eren l'Umma i els Germans Musulmans.
El president fou Sadiq al-Mahdi del Umma; el seu cunyat Hasan al-Turabi (cap dels Germans Musulmans) ocupava una posició rellevant; el vicepresident era al-Sharif Hussein al-Hindi, del Partit Democràtic Unionista.

## Història

### Formació i primers assalts al poder
El Front va sorgir com a reacció al suposat comunisme del règim de Gaafar al-Nimeiry i per això l'Aràbia Saudita hi va donar suport. El primer camp d'entrenament fou obert el 1971 però no va començar realment les activitats fins al 1972 (quan ja els comunistes havien estat apartats del poder a Khartum). Van estar entrenant cinc anys.
El 1973 es van produir una sèrie de manifestacions d'estudiants que van portar a aldarulls violents que pretenien tombar al règim; les forces del govern van reaccionar amb duresa i molts estudiants foren detinguts, sent la majoria del Front Nacional. El 1975 el tinent coronel Hasan al-Hussayn va intentar un cop d'estat amb un programa quasi idèntic al del Front. El cop va fracassar. Sadiq al-Mahdi va buscar el suport de Muammar al-Gaddafi que va prometre ajuda financera i militar per un nou cop.

### Cop d'estat fallit de 1976
El juliol del 1976 el Front Nacional ho va intentar una tercera vegada; comptava amb els homes entrenats (la major part islamistes), amb alguns militars favorables i la gent de la confraria dels Ansariyya; a més Muammar al-Gaddafi havia assegurat ajut financer i havia posat a disposició del Front un miler de soldats originaris del Darfur, que els libis havien reclutat per les lluites dels seus patrocinats al Sudan. Aprofitant l'absència del president sudanès, de visita als Estats Units i França, els colpistes es van apoderar de Radio Omdurman i altres posicions estratègiques a la part oriental de la capital. L'avió del president tornava llavors al país i estava previst que l'aparell seria abatut per pilots sudanesos que donaven suport al cop, però el cap d'estat va arribar abans d'hora i les comunicacions de la ràdio van fallar, de manera que Nimeiry va poder aterrar sa i estalvi.
Els dos o tres mil rebels (el miler procedent de Darfur i els que s'havien entrenat als campaments de l'Aràbia Saudita, més alguns que ja eren a la capital) van aconseguir alguns èxits sobre les forces del govern, però al no aconseguir arrossegar a la població, el cop va fracassar. L'exèrcit va romandre lleial i després de tot un dia de lluita amb centenars de morts, el complot va quedar liquidat. L'endemà l'exèrcit va acabar amb els focus de resistència; els suposats líders rebels foren detinguts, sent executats el mes d'agost. Sudan va firmar un tractat de mútua defensa amb Egipte destinant a enfrontar els plans de Líbia. Les relacions diplomàtiques amb aquest país es van trencar el juliol.

### Dissolució acordada
A començament de 1977 Nimeiry va enviar delegats a parlar amb el Front Nacional per concertar una entrevista a Port Sudan entre el president del Sudan i Sadiq al-Mahdi. L'abril de 1978 representants del govern i de l'oposició del Front Nacional (en el qual no hi havia els comunistes) es van reunir a Londres i van acordar que el règim garantiria les llibertats civils bàsiques i aixecaria les mesures d'excepció i a canvi el Front es dissoldria i els campaments d'entrenament dels opositors armats serien desmantellats. El 19 de juliol Nimeiry va anunciar un projecte de reconciliació nacional i l'alliberament de centenars de presos polítics; 500 foren alliberats el 21 de juliol, i altres 400 el 26 del mateix mes, i es va dictar una amnistia. No obstant, el Partit Democràtic Unionista i el Partit Comunista del Sudan van rebutjar les ofertes del president. El 15 d'agost es va fer una reorganització de càrrecs del govern i el setembre Sadiq al-Mahdi tornava al país, així com altres personalitats exiliades. El Front Nacional acceptava la seva dissolució i demanava als seus seguidors treballar dins el règim de partit únic. El febrer de 1978 en les eleccions de l'Assemblea nacional es va permetre participar en els membres del Front Nacional com independents i aquests van guanyar 140 dels 304 escons.

## Conseqüències
Aquest relatiu fracàs de la Unió Socialista Sudanesa va afluixar la confiança i va desfermar les lluites dins el partit; molts parlamentaris oficials no escollits consideraven que no havien rebut prou suport del partit, i altres que havien estat escollits es consideraven traïts; de tal manera que els diputats van defensar més els seus interessos personals que els del partit. La corrupció va esdevenir quelcom habitual. Nimeiry va ordenar llavors a l'Organització de Seguretat de l'Estat d'empresonar sense judici a milers d'opositors i dissidents; també es va cessar o traslladar a alguns militar que podien establir una base pròpia de poder; els designats per Numeiry en qualsevol càrrec es caracteritzaven més per la seva lleialtat personal que per les seves habilitats.
Progressivament Nimeiry va perdre la simpatia popular. El 5 de juny de 1983 va abrogar l'autonomia del sud per establir al seu lloc tres estats (Estat de Bahr al-Ghazal, Equatòria i Nil Superior) per una administració descentralitzada però sense poders, provocant que l'inici de rebel·lió de maig de 1983 s'escampés per tot el sud, especialment després de la proclamació de la xaria per a tot el país el setembre. A l'inici de 1985 van esclatar manifestacions a Khartum i es va declarar la vaga general contra les pujades de preus de la gasolina, el transport i el menjar i va costar el poder-les reprimir. Finalment l'exèrcit, d'acord amb els principals partits, va enderrocar a Nimeiry el 6 d'abril de 1985.